# Machaerium aureiflorum
Machaerium aureiflorum är en ärtväxtart som beskrevs av Adolpho Ducke. Machaerium aureiflorum ingår i släktet Machaerium och familjen ärtväxter. Inga underarter finns listade i Catalogue of Life.